# Ponchatoula
Ponchatoula ist eine kleine Stadt im Tangipahoa Parish im US-amerikanischen Bundesstaat Louisiana. Sie liegt am Interstate 55 und Louisiana Highway 22, ziemlich genau zwischen New Orleans and Baton Rouge. Der Spitzname lautet „The Strawberry Capital“ bzw. „Strawberry Capital of The World“. Erdbeeren waren ab 1900 für lange Zeit das Spitzenprodukt der regionalen Landwirtschaft. Der Name Ponchatoula ist indianischen Ursprungs und bedeutet so viel wie „wallendes Haar“. Das bezieht sich auf die Schönheit der Landschaft, vor allem der Bäume.

## Geschichte
Ponchatoula wurde 1820 als Holzfällerlager gegründet. Bis etwa 1900 war die Holzwirtschaft die dominante Wirtschaftsform. Danach fand ein zunehmender Wechsel zur Landwirtschaft statt. Erdbeeren waren das wichtigste landwirtschaftliche Produkt. In den 1980er Jahren wurde dann der Tourismus zum führenden Wirtschaftszweig.
Erst seit dem Aufkommen des Tourismus wird jährlich im April ein „Erdbeerfest“ gefeiert. Das Strawberry Festival ist nach Mardi Gras das größte Volksfest in Louisiana.